# Ilar

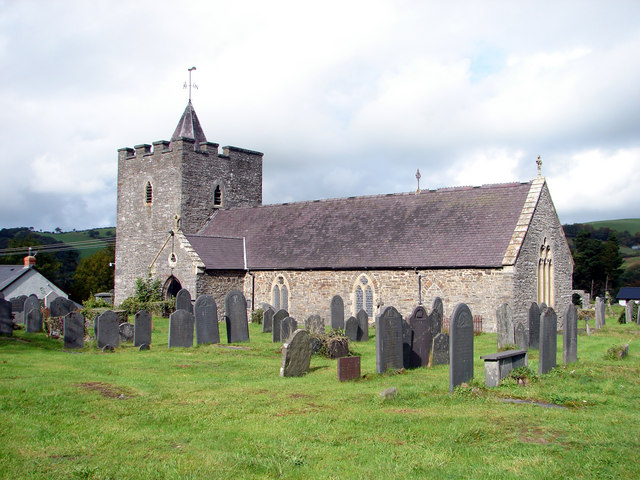
Die Kirche St. Ilar in Llanilar.

Ein Heiliger Ilar (IPA: iːlɑr; lat.: Hilarus, Elerius) findet sich bei den lokal verehrten Heiligen von Wales und soll im 6. Jahrhundert gelebt haben.
Wahrscheinlich handelt es sich dabei um den Namenspatron von Llanilar in Ceredigion. Er erscheint als der Namenspatron des hundred von Ilar. Sein Gedenktag (Gŵyl Mabsant) wird an unterschiedlichen Stellen mit dem 13., 14., oder 15. Januar angegeben, wird aber weder von der anglikanischen Church in Wales, noch von der Catholic Church in England and Wales begangen.

## Name und Namensverwechslungen
Der walisische Name ist nicht ganz eindeutig. „Ilar“ kann im Walisischen und Kroatischen auch die Heiligen Saint Eleri, Hilarius von Poitiers, Hilarius (Papst) und Hilarion von Gaza bezeichnen, außerdem fällt sein Gedenktag mit dem des Hilarius (13. Jan) zusammen.
Ilar erhält daher oft die walisische Bezeichnung Ilar Bysgotwr (vom lat. piscator, dt. „Ilar der Fischer“). Weitere Epitheta sind Ilar Droedwyn („Ilar Weißfuss“) und Ilar Ferthyr („Ilar der Märtyrer“).
Die Verbindung von Hilarius von Poitiers mit Wales entstand aus falschen Berichten, dass er den Heiligen Saint Cybi ordiniert habe. Die beiden sind jedoch durch zwei Jahrhunderte getrennt. Sabine Baring-Gould führt dies darauf zurück, dass die beiden einen gemeinsamen Verwandten hatten: Saint Elian. Daher könnte es sein, dass einige Zuschreibungen der beiden sich eigentlich auf Ilar beziehen. Der Papst Hilarius hingegen wird in walisischen Legenden mit der Ordination von Ailbe of Emly (Saint Elvis) in Verbindung gebracht, der seinerseits David von Menevia, den Patron von Wales getauft haben soll.

## Leben
Über das Leben von Ilar ist fast nichts bekannt. Die wenigen Aufzeichnungen sprechen davon, dass Ilar als Bretone ein Gefährte von Padarn und Cadfan bei ihrer Missionsreise im 6. Jahrhundert war. Er stammte vermutlich aus Aremorica. Die Parishes, die seinen Namen tragen, liegen südlich von Tywyn, welches dem Cadfan geweiht ist, und in der Nähe von Llanbadarn Fawr, welches dem Padarn geweiht ist. Möglicherweise wurde er während einer Invasion von (heidnischen) Iren oder Angelsachsen zum Märtyrer.

## Vermächtnis

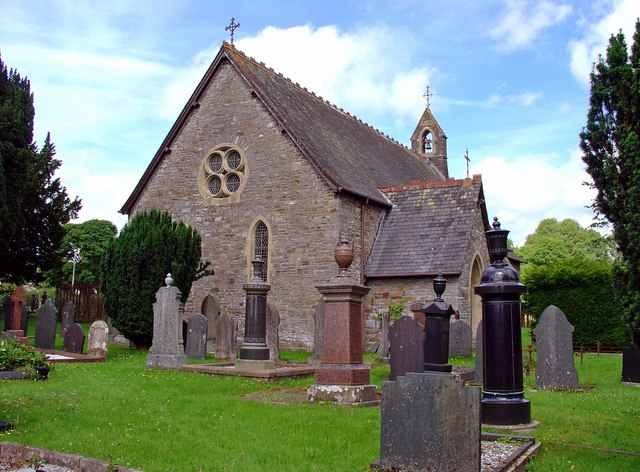
Die Kirche von Trefilan.

Außer der Kirche von Llanilar ist auch die Kirche von Trefilan in Ceredigion bei Lampeter dem Heiligen Ilar/Hilarius geweiht. Der Ortsname hieß ursprünglich Tref Ilar („Stadt von Ilar“). Die Church in Wales betreut weitere Kirchen, die dem Hilary geweiht sind in Erbistock (Wrexham County Borough), Killay (Swansea) und St Hilary bei Cowbridge im Vale of Glamorgan.
Im 15. Jahrhundert erwähnt der Dichter Lewis Glyn Cothi Ilar in seinem Werk: gwyl Ilar hael a'i loer hir („Das Fest des großzügigen Ilar mit seinem langen Mond“).
Arthur Machen hat den Heiligen Ilar, seine Heilige Quelle, die Legenden und seine unglückliche Ersetzung durch den Franzosen Hilarius 1907 in seiner Kurzgeschichte „Levavi Oculos“ verewigt. Eine überarbeitete Fassung erschien 1922 als Roman „The Secret Glory“. Der Roman erzählt die Geschichte eines Jungen, der mit dem Heiligen Gral der walisischen Legenden und der Arthurianischen Legenden in Berührung kommt.